# Christian Friedrich Möller (Geistlicher)
Christian Friedrich Möller (* 17. Februar 1763 in Frankenberg im Erzgebirge; † 11. Januar 1825 in der Schnauder bei Meuselwitz) war ein deutscher evangelischer Geistlicher, Schriftsteller und Historiker.

## Leben

### Familie
Christian Friedrich Möller war der Sohn eines Zeitzer Stärkefabrikanten, der bereits 1767 verstarb.
1792 heiratete er Amalia (geb. Ratzsch oder Rapsch) († 18. Februar 1823) aus Naumburg; gemeinsam hatten sie acht Kinder.
Er ertrank im Flüsschen Schnauder, nachdem dieser nach anhaltenden Regenströmen sehr angeschwollen war.

### Werdegang
Christian Friedrich Möller begann 1783 an der Universität Wittenberg sein Studium und setzte dieses an der Universität Jena fort, dass er 1787 beendete. Während seines Studiums in Wittenberg wurde sein geschichtliches Interesse besonders durch die Vorlesungen von Johann Matthias Schröckh geweckt.
Nach Beendigung des Studiums wurde er als Mentor der vierzehn von neunzehn Kindern des Barons von Seydlitz angestellt; später erhielt er eine Anstellung als  Hauslehrer beim Kammerherrn Caspar Wilhelm von Berlepsch (* 1722) in Naumburg. Kurz darauf wurde er Katechet in Zeitz, bevor er 1792 Pfarrer in Gleina im Stift Naumburg-Zeitz und 1780 Pfarrer in Zipsendorf bei Meuselwitz wurde.

### Schriftstellerisches Wirken
Neben der Tätigkeit als Pfarrer beschäftigte sich Christian Friedrich Möller auch mit der Forschung zu Geschichte, Genealogie und Heraldik, so schrieb er unter anderem einige Beiträge für das Universal-Lexikon der Gegenwart und Vergangenheit, das von August Daniel von Binzer begründet und von Heinrich August Pierer fortgeführt worden war, veröffentlichte kirchenhistorische Beiträge in der Jenaer Allgemeinen Zeitung und publizierte im Allgemeinen Anzeiger der Deutschen. Er erhielt für seine biographischen Beiträge von Kaiser Alexander I. von Russland zu Belohnung eine goldene Dose.
Für seine Schrift Leben des holländischen Seehelden Michael Hadrian Ruyter, oder der Lohn des Verdienstes; ein Lesebuch für junge Leute, die ihr Glück machen wollen, wurde ihm das holländische Bürgerrecht verliehen.

## Mitgliedschaften
- Lateinische Gesellschaft Jena.
- Naturforschende Gesellschaft des Osterlandes[2].
- Thüringer Verein für Deutsche Altertümer.

## Schriften (Auswahl)
- Der Adelstolz im Bade zu Lauchstädt. Philadelphia 1791.
- Das Königsrecht nach Georg Buchanan; ein Beitrag aus dem 16. Jahrhundert, zur Beurtheil. der Philosophie und Ereigniß unserer Tage. Altona 1796.
- Christian Friedrich Möller: Michael Ruyter, oder der Lohn des Verdienstes, ein Lesebuch für junge Leute, die ihr Glück machen wollen. Gera Haller Leipzig 1799.
- Über den Mangel an Gesinde und Arbeitsleuten und die wirksamsten Mittel ihm abzuhelfen. Leipzig, 1799.
- Über die Gründung der Kolonien zu Sierra Leona und Boulana an der westlichen Küste von Afrika. 1799.
- Leben des holländischen Seehelden Michael Hadrian Ruyter, oder der Lohn des Verdienstes; ein Lesebuch für junge Leute, die ihr Glück machen wollen. Leipzig und Gera, 1799
- Taschenbuch für teutsche Schullehrer. Zeitz 1800.
- Biographische Darstellungen. Chemnitz, 1801.
- Taschenbuch witziger und belehrender Anekdoten. Leipzig, 1801.
- Kleine Erzählungen für Prediger und die es werden wollen zur Erheiterung und Belehrung. Leipzig 1801.
- Peter von Aubusson, Großmeister des Ordens des heiligen Johannes von Jerusalem. Leipzig 1802.
- Biographien gestürzter Günstlinge. Giessen: Tasché u. Müller, 1802.
- Kleine Erzählungen für Musiker und alle Freunde einer aufheiternden Lektüre. Weissenfels, 1802.
- Verzeichnis der in den beiden Städten Zeitz und Naumburg gebohrnen Künstler, Gelehrten und Schriftsteller, die außerhalb des Stifts Naumburg-Zeitz ihren Wirkungskreis fanden, von der Reformation bis auf gegenwärtige Zeiten. Zeitz 1805.
- Lächerlichkeiten durch Mißverständnisse in einer Reihe angenehmer unterhaltender und wahrer Anekdoten. Leipzig, 1805.
- Akademische Anekdoten. Altenburg, 1820.
- Predigeranekdoten. Altenburg 1820.
- Denkwürdigkeiten aus der Geschichte der sächsischen Prediger. 1820
- Denkwürdigkeiten aus der Geschichte des teutschen Adels. Merseburg, 1822.